# マイケル・ビーズリー
マイケル・ポール・ビーズリー・ジュニア（Michael Paul Beasley Jr. 1989年1月9日 - ）は、アメリカ合衆国・メリーランド州フレデリック出身のプロバスケットボール選手。NBAのマイアミ・ヒートなどに所属していた。

## 生い立ち

### AAU・高校キャリア
メリーランド州フレデリックで生まれたビーズリーはミズーリ州セントルイスで幼少期を過ごした後、メリーランド州プリンスジョージズ郡に転居した。アマチュア・アスレチック・ユニオン（AAU）のチームでは後にNBA入りするケビン・デュラント（テキサス大学）らと共にプレイし、複数の全国大会で優勝を果たしている。
ビーズリーはAAUチームのD.C.アサルトでプレイする傍ら、高校を転々としている。高校1年生の頃に過ごしたメリーランド州のナショナル・クリスチャン・アカデミーでは同校を30戦全勝に導き、自身は30.0得点10.0リバウンドを記録。2年生の頃に通ったリヴァーデール・バプティスト高校では33勝1敗、28.0得点13.0リバウンド4.0ブロックを記録。3年生にはバージニア州のバスケット名門校で当時全米ランキング2位のオークヒル・アカデミーに転校し、40勝1敗、20.1得点10.4リバウンド4.5ブロックを記録。さらに4年生の時に過ごしたマサチューセッツ州ノートルダム予備校では35勝3敗、28.0得点16.0リバウンド4.5ブロックを記録するなど、毎年のように環境を変えながらも各校で華々しい実績を残した。
2006年にはアメリカ男子U-18ナショナルチームのメンバーとしてFIBAアメリカ大陸U-18チャンピオンシップに出場し、13.8得点8.3リバウンドを記録してチームの優勝に貢献した。
- 主な受賞歴
  - EA Sports選出オールアメリカ1stチーム (2006)
  - パレード誌選出オールアメリカ2ndチーム (2006)
  - アディダススーパースターキャンプMVP (エリック・ゴードンと共同受賞・2006)
  - USAトゥデイ紙選出オールアメリカ3rdチーム (2007)
  - スラムマガジン年間高校オールアメリカン1stチーム
  - マクドナルド選出オールアメリカンチーム (2007)
  - ナイキ・フープサミットオールアメリカンチーム (2007)
  - ジョーダンクラシック・イーストチーム (2007)
  - マクドナルド高校オールスターゲームMVP (2007)

### 大学キャリア
カンザス州立大学に進学したビーズリーは、そう待たずしてカレッジバスケ界で最も優れた選手の一人となった。彼が2007-08シーズンに記録した26.2得点12.4リバウンドは、過去ビッグ12カンファレンスのどの選手よりも高い数字だった。1年生としては、通算866得点はNCAA歴代3位、通算408リバウンドは歴代2位の記録である。ダブルダブル達成28回、40得点以上達成3回、30得点以上達成13回、20得点10リバウンド以上達成23回、30得点10リバウンド達成13回は、全てシーズン1位の記録である。またダブルダブル達成28回はカーメロ・アンソニーが2002-03シーズンに記録した22回を破って1年生新記録となった。さらに2008年2月23日のベイラー大学戦では44得点を記録し、Big12の新記録を達成。3月4日には33得点10リバウンドを記録し、ミッチ・リッチモンドが持っていた同校シーズン通算最多得点記録を更新し、さらにBig12のシーズンダブルダブル達成最多回数も更新した。
ビーズリーはこのシーズンだけでカンザス州立大の30のキャリア通算、シーズン、1年生新記録を更新。同じくBig12の17のシーズン、1試合での新記録を更新した。NCAAトーナメントでは2回戦まで勝ち進んだ。
- 主な受賞歴
  - スポーティングニュース、アメリカ・バスケットボール記者協会（USBAW）選出の新人王
  - AP通信、NABC、スポーティングニュース、USBAW選出オールアメリカン1stチーム
  - ネイスミス賞、ジョン・ウッデン賞、オスカー・ロバートソン賞最終選考
  - AP通信、コーチ選出のBig12年間最優秀選手、オールカンファレンス1stチーム、オールルーキー1stチーム

大学では1シーズンだけプレイし、2008年のNBAドラフトにアーリーエントリーした。

## NBAキャリア
デリック・ローズと共にドラフト候補生の目玉の一人だったビーズリーは、マイアミ・ヒートから全体2位指名を受けてNBA入りを果たした。即戦力として評価の高かったビーズリーはルーキーシーズンの開幕戦から先発に抜擢。3試合目のシャーロット・ボブキャッツ戦では25得点を稼ぎ出すなど早くも才能を発揮し、その後もコンスタントに高得点をあげ続けたが、ディフェンスに関してはNBAレベルではなく、12月に入り体調不良を煩ったのを契機と先発を外され、以後シーズン終盤までベンチスタートが続いた。1年目のシーズンは13.9得点5.4リバウンドの成績を残し、オールルーキー1stチームに選出された。ヒートはエースのドウェイン・ウェイドの活躍やビーズリーともう一人の新人、マリオ・チャルマーズの働きもあり、低迷を脱してプレーオフに進出した。
しかし、その後は後述の素行不良などもあり、2010年夏にミネソタ・ティンバーウルブズに放出。2012-13シーズンはフェニックス・サンズでプレーするも、やはりシーズン終了後に解雇。2013-14シーズンは古巣のヒートに復帰するも、やはりシーズン終了後に解雇。2014-15シーズンは中国でプレーした後、三度ヒートでプレーした。
2015年6月28日、ヒートはビーズリーの2015-16シーズンの契約 (チームオプション) を更新しないことを発表した。
2016年3月4日、ヒューストン・ロケッツとの契約を発表し、NBAに復帰した。9月にタイラー・エニスとのトレードでミルウォーキー・バックスに移籍。2017年1月10日のサンアントニオ・スパーズ戦では、ベンチ出場ながらチーム最多の28得点を記録し、バックスの2011-12シーズン以来のスパーズ戦勝利の原動力となった。
2017年8月8日、ニューヨーク・ニックスとの契約に合意したこと報じられた。
2019年オフにデトロイト・ピストンズと単年契約を結んだ。このオフにデリック・ローズも加入しており、2008年ドラフト1位、2位が共演することになった。

### ブルックリン・ネッツ
2020年7月7日、ブルックリン・ネッツとフリーエージェントだったジャマール・クロフォードとともに契約した。

## 素行問題
学生時代から優秀な選手として注目されてきたビーズリーだが、一方で素行の悪さも有名で、高校時代に学校を転々としたのも彼の問題行動に理由があった。ドラフト指名時も彼の素行の悪さが問題視され、あるいは上位指名を見送られるのではないかとの意見もあったが、無事ヒートから指名を受けた。しかしドラフト後の9月に行われた新人研修でマリオ・チャルマーズとダレル・アーサーがマリファナを吸い、女性も連れ込んだことが問題となったが、この件にビーズリーも関与していたとして、50,000ドルの罰金を科せられた。ビーズリーがどのように関与したか詳細は明らかにされていないが、チャーマースに科せられた罰金はビーズリーの半分にあたる25,000ドルである。またヒートのヘッドコーチ、エリック・スポールストラによれば、ルーキーシーズン中もビーズリーに対してチーム内で度々罰金を科されたという。自身のTwitterでは過去にマリファナを吸引していたことを告白しており、2009年8月にはヒューストンのリハビリセンターで治療を受けたことが報じられた。

## 個人成績

### NBA

#### レギュラーシーズン
| シーズン | チーム | GP  | GS  | MPG  | FG%  | 3P%  | FT%  | RPG | APG | SPG | BPG | PPG  |
| -------- | ------ | --- | --- | ---- | ---- | ---- | ---- | --- | --- | --- | --- | ---- |
| 2008–09  | MIA    | 81  | 19  | 24.8 | .472 | .407 | .772 | 5.4 | 1.0 | .5  | .5  | 13.9 |
| 2009–10  | MIA    | 78  | 78  | 29.8 | .450 | .275 | .800 | 6.4 | 1.3 | 1.0 | .6  | 14.8 |
| 2010–11  | MIN    | 73  | 73  | 32.3 | .450 | .366 | .753 | 5.6 | 2.2 | .7  | .7  | 19.2 |
| 2011–12  | MIN    | 47  | 7   | 23.1 | .445 | .376 | .642 | 4.4 | 1.0 | .4  | .4  | 11.5 |
| 2012–13  | PHX    | 75  | 20  | 20.7 | .405 | .313 | .746 | 3.8 | 1.5 | .4  | .5  | 10.1 |
| 2013–14  | MIA    | 55  | 2   | 15.1 | .499 | .389 | .772 | 3.1 | .7  | .4  | .4  | 7.9  |
| 2014–15  | MIA    | 24  | 1   | 21.0 | .434 | .235 | .769 | 3.7 | 1.3 | .6  | .5  | 8.8  |
| 2015–16  | HOU    | 20  | 0   | 18.2 | .522 | .333 | .776 | 4.9 | .8  | .6  | .5  | 12.8 |
| 2016–17  | MIL    | 56  | 6   | 16.7 | .533 | .419 | .743 | 3.4 | .9  | .5  | .5  | 9.4  |
| 2017–18  | NYK    | 74  | 30  | 22.3 | .507 | .395 | .780 | 5.6 | 1.7 | .5  | .6  | 13.2 |
| 2018–19  | LAL    | 26  | 2   | 10.7 | .490 | .176 | .718 | 2.3 | 1.0 | .3  | .4  | 7.0  |
| Career   | Career | 609 | 238 | 22.8 | .465 | .349 | .759 | 4.7 | 1.3 | .6  | .5  | 12.4 |

#### プレーオフ
| シーズン | チーム | GP | GS | MPG  | FG%  | 3P%  | FT%  | RPG | APG | SPG | BPG | PPG  |
| -------- | ------ | -- | -- | ---- | ---- | ---- | ---- | --- | --- | --- | --- | ---- |
| 2009     | MIA    | 7  | 0  | 25.4 | .386 | .308 | .765 | 7.3 | 1.0 | .3  | 1.0 | 12.1 |
| 2010     | MIA    | 5  | 5  | 27.0 | .449 | .500 | .778 | 5.8 | .6  | .8  | .0  | 10.4 |
| 2014     | MIA    | 4  | 0  | 5.8  | .500 | .000 | .333 | 1.0 | .5  | .0  | .0  | 2.8  |
| 2016     | HOU    | 5  | 0  | 16.0 | .478 | .333 | .857 | 4.2 | .6  | .2  | .0  | 10.4 |
| 2017     | MIL    | 4  | 0  | 12.0 | .350 | .600 | .000 | 2.3 | .3  | .3  | .3  | 4.3  |
| Career   | Career | 25 | 5  | 18.6 | .423 | .385 | .675 | 4.6 | .6  | .3  | .3  | 8.7  |

### 大学キャリア
| シーズン | チーム       | GP | GS | MPG  | FG%  | 3P%  | FT%  | RPG  | APG | SPG | BPG | PPG  |
| -------- | ------------ | -- | -- | ---- | ---- | ---- | ---- | ---- | --- | --- | --- | ---- |
| 2007–08  | Kansas State | 33 | 33 | 31.5 | .532 | .379 | .774 | 12.4 | 1.2 | 1.3 | 1.6 | 26.2 |

### CBA
| シーズン | チーム | GP | GS | MPG  | FG%  | 3P%  | FT%  | RPG  | APG | SPG | BPG | PPG  |
| -------- | ------ | -- | -- | ---- | ---- | ---- | ---- | ---- | --- | --- | --- | ---- |
| 2014–15  | 上海   | 37 | 30 | 38.1 | .513 | .354 | .756 | 10.4 | 5.2 | 1.9 | 0.8 | 28.7 |
| 2015–16  | 山東   | 40 | 24 | 36.5 | .541 | .371 | .779 | 13.2 | 3.8 | 2   | 1.3 | 31.9 |
| 2018–19  | 広東   | 5  | 5  | 33   | .500 | .333 | .645 | 9.8  | 4.4 | 1.2 | 2.2 | 22.4 |

## ドラフト時の評価
パワーと技術を兼ね備えた選手でNBAでもすぐに通用する肉体の持ち主。綺麗なシュートフォームの持ち主でスリーポイントシュートも打つことができ、ポストプレイも可能と実質どこからでも点が取れる。しかしパワーフォワードとしてはサイズが足りないため、スモールフォワードの技術を身につける必要がある。
プレドラフトキャンプ時の身体データ
| ウイングスパン | ジャンプ力 | スプリント | ベンチプレス |
| -------------- | ---------- | ---------- | ------------ |
| 214cm          | 88.9cm     | 3.24秒     | 19回         |

※スプリントはコート3/4（約21m）走。ベンチプレスは約84kg。

## その他
- 両利きであり、シュートを打つときは左手である。
- 学生時代は身長を208cmとしていたが、ドラフト前の身体検査で靴を履いて204cmであることが分かった。